# Czerwieńsk
Czerwieńsk (Czerwieńsk Odrzański, niem. Rothenburg an der Oder) – miasto położone na Wysoczyźnie Czerwieńskiej, w powiecie zielonogórskim, w województwie lubuskim, siedziba gminy Czerwieńsk.
W latach 1975–1998 miasto administracyjnie należało do województwa zielonogórskiego.
Według danych GUS z 31 grudnia 2019 r. Czerwieńsk liczył 3988 mieszkańców.

## Położenie
Czerwieńsk położony jest w południowej części województwa lubuskiego w powiecie zielonogórskim, w gminie Czerwieńsk.
Miasto leży na skrzyżowaniu dróg wojewódzkich:
- nr 279: Zielona Góra – Buchałów – Leśniów Wielki – Czerwieńsk – Wysokie
- nr 280: Zielona Góra – Czerwieńsk – Brody

Pod względem historycznym Czerwieńsk położony jest na Dolnym Śląsku. Obszar, na którym obecnie leży miasto, w średniowieczu stanowił część księstwa głogowskiego, a następnie księstwa krośnieńskiego, po czym w 1482 został włączony do Nowej Marchii, w granicach której od 1571 należał do Brandenburgii. W 1816 Czerwieńsk został włączony do pruskiej prowincji Śląsk, w wyniku czego obszar miasta ponownie stał się częścią Śląska.

## Historia
- 1550 – Na terenie Brandenburgii, w odległości 5 km od swojej rodowej siedziby w Nietkowie rodzina von Rothenburg buduje pałacyk myśliwski; wokół niego powstaje wieś i osada rzemieślnicza znana jako Nowy Nietków..
- 1616-1648 –  Dalszy rozwój po zakończeniu wojny trzydziestoletniej oraz przybycie sukiennic ze Śląska do miasta.[5]
- 1654 – Budowa kościoła ewangelickiego – korzystają z niego także protestanci ze znajdującej się pod panowaniem katolickich Habsburgów Zielonej Góry; pierwszym pastorem zostaje Christoph Reiche.
- 24 stycznia 1690 – Założenie miasta Rothenburg an der Oder przez elektora brandenburskiego Fryderyka III; obok miasta nadal istnieje wieś Nowy Nietków. W tym czasie zbudowany został także Ratusz, czyli budynek istniejący do dzisiaj sprawujący funkcje siedziby gminy.
- 1701 – Brandenburgia staje się częścią Królestwa Prus.
- 1707 – Pastor Johannes Reiche zainicjował budowę nowego, obszerniejszego kościoła; budynek istniał do 1877 roku.
- 1811 – Pierwszy plan miasta, stworzony przez królewskiego urzędnika Niceusa.
- 1816 – Reforma administracyjna w Prusach – miasto zostaje przyłączone do prowincji śląskiej.
- 1870 – Uzyskanie połączenia kolejowego.
- 1871 – Miasto w granicach Niemiec.
- 1877 – Budowa nowego kościoła ewangelickiego – budynek istnieje do dziś i jest używany przez katolików.
- 1890 – Rodzina Starost buduje pierwszy tartak w mieście
- 1900 – Miasto liczy 632 mieszkańców
- 1901 i 1908 – Nowy Nietków włączony do miasta
- 1933 – Według spisu ludności miasto zamieszkuje 1430 osób
- 1945 – Włączenie miasta w granice Polski z zachowanymi prawami miejskimi i urzędem burmistrza[5]; zmiana nazwy na obecną, zniszczenie.[6] (przez kilka tygodni 1945 roku funkcjonuje także nazwa Rozborg)
- 20 listopada 1945 – Przemianowanie miasta w osadę wiejską, utrata praw miejskich oraz urzędu burmistrza[5]
- 1957 – Przemianowanie miasta w osadę miejską[5]
- 1 stycznia 1969 – Czerwieńsk uzyskuje ponownie prawa miejskie[5].
- 1975 – Przyłączenie miasta do województwa zielonogórskiego oraz rozpoczęcie budowy zaplecza technicznego dla magistrali kolejowej "Śląsk - Porty", zwanej potocznie "Odrzanką".[7]
- 1983-1984 – Budowa Stacji Kolejowej Czerwieńsk Towarowy.
- 1998 – Przyłączenie miasta do województwa lubuskiego po zmianach terytorialnych w Polsce.
- 4 czerwca 1989 – Przeprowadzenie w mieście wielu inwestycji zapoczątkowanych zmianą ustrojową.[7]
- październik 1990 – Wydawany jest w mieście pierwszy tytuł bezpłatnego miesięcznika "Czerwieńsk - U nas", będącym organem promulgacyjnym Rady Gminy i Miasta w Czerwieńsku.[7]
- 2010 – Wystawa "Droga do wolności" przeprowadzona jest w lokalnym Gimnazjum (współcześnie Liceum Ogólnokształcące im. gen. Stefana Roweckiego "Grota") na temat historii Polski.[8]

## Demografia
Według danych z 31 grudnia 2007 miasto miało 4141 mieszkańców.

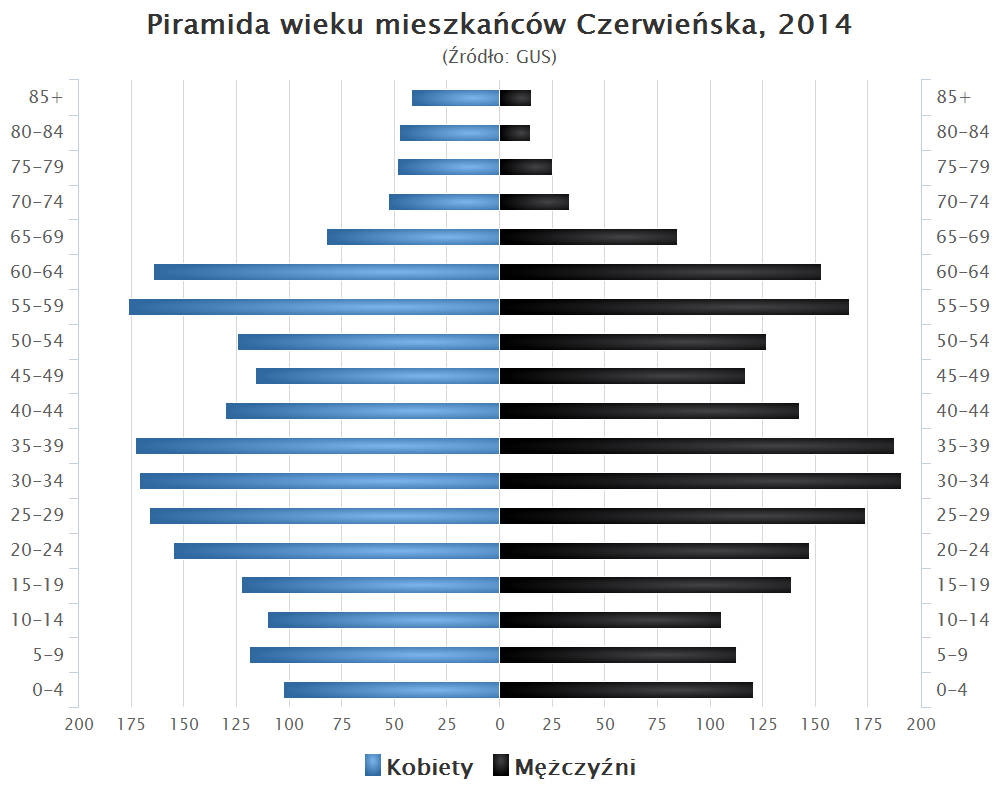
Piramida wieku mieszkańców Czerwieńska w 2014 roku

## Zabytki

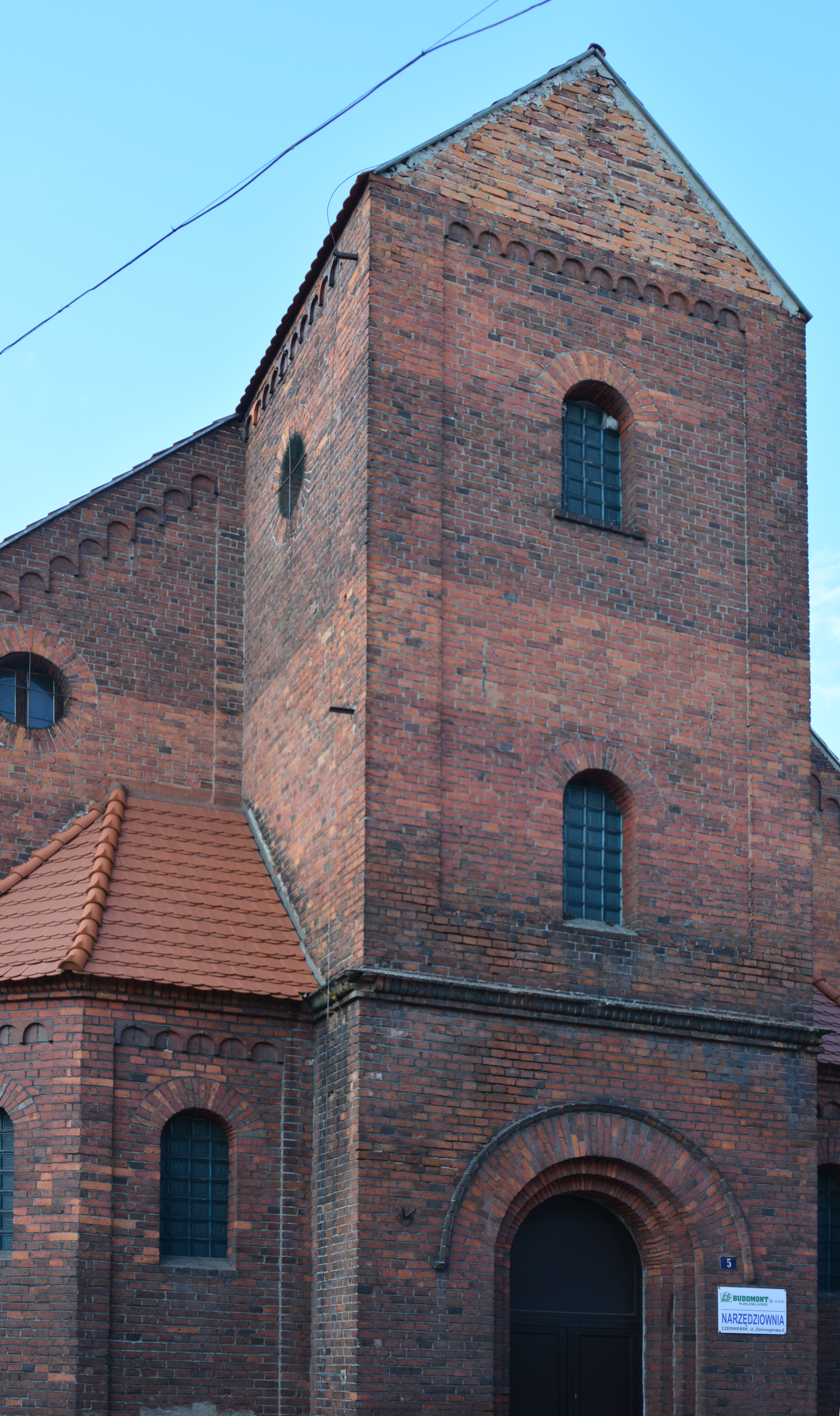
Dawny kościół ewangelicki

Do wojewódzkiego rejestru zabytków wpisane są:
- Kościół ewangelicki, wybudowany przez pastora Martina Gottfrieda Juliusa Schöne w połowie XIX wieku, obecnie budynek – magazyn narzędziowni Budomont, ul. Zielonogórska 5
- Ratusz (będący siedzibą gminy Czerwieńsk) wybudowany w 1690
- Kaplice na terenie lokalnego cmentarza.
- Budynki zespołu folwarcznego, z XVII–XIX wieku:
  - Obora i stajnia
  - Chlewnia

Inne zabytki:
- Budynek dworca kolejowego z 1870 roku
- Kościół parafialny pw. św. Wojciecha[12], neogotycki, wybudowany na miejscu świątyni z 1707 roku, oddany do użytku dla wiernych 13 grudnia 1877 roku.

## Komunikacja

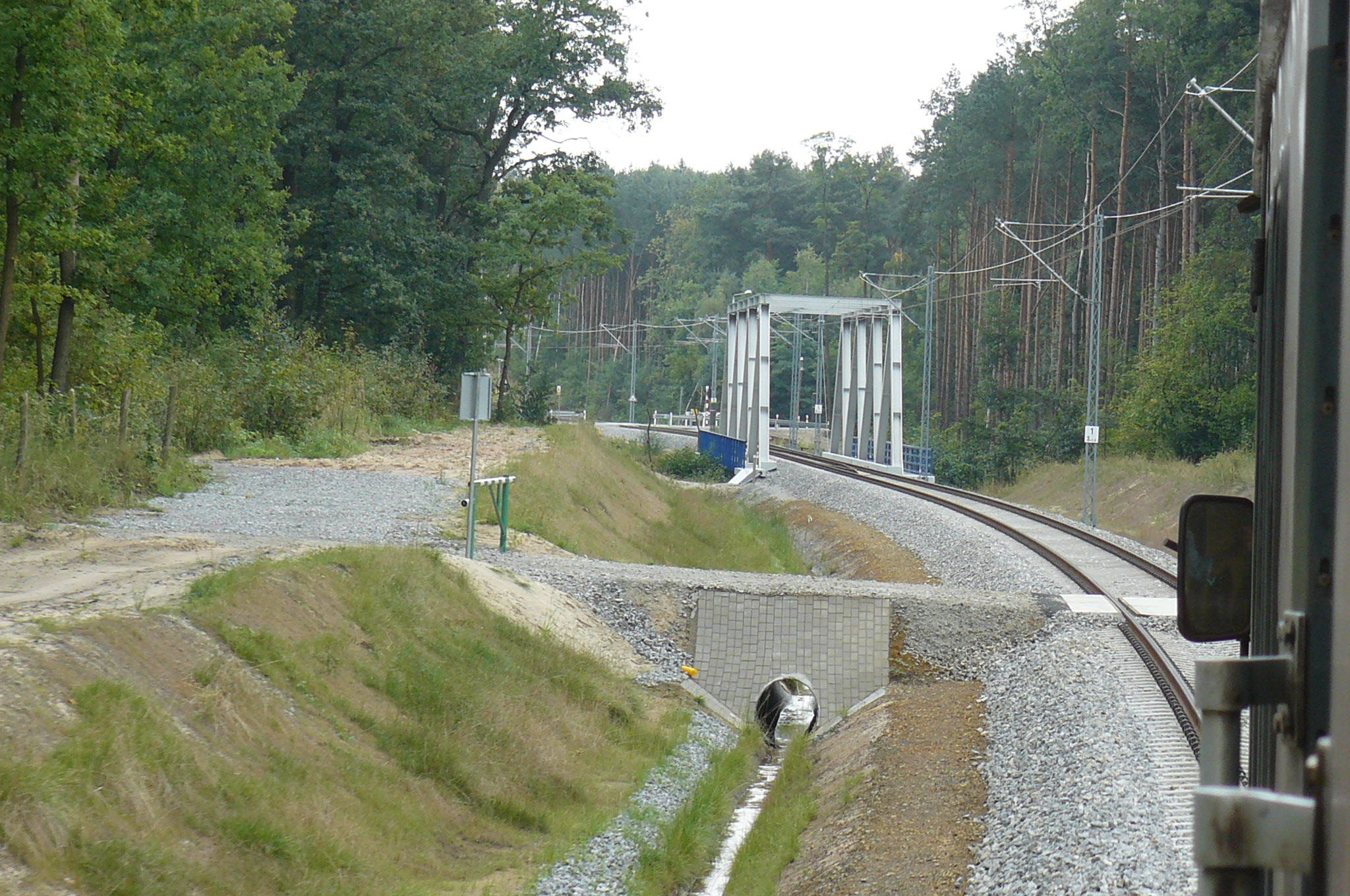
Obwodnica kolejowa Czerwieńska wybudowana w 2013 r.

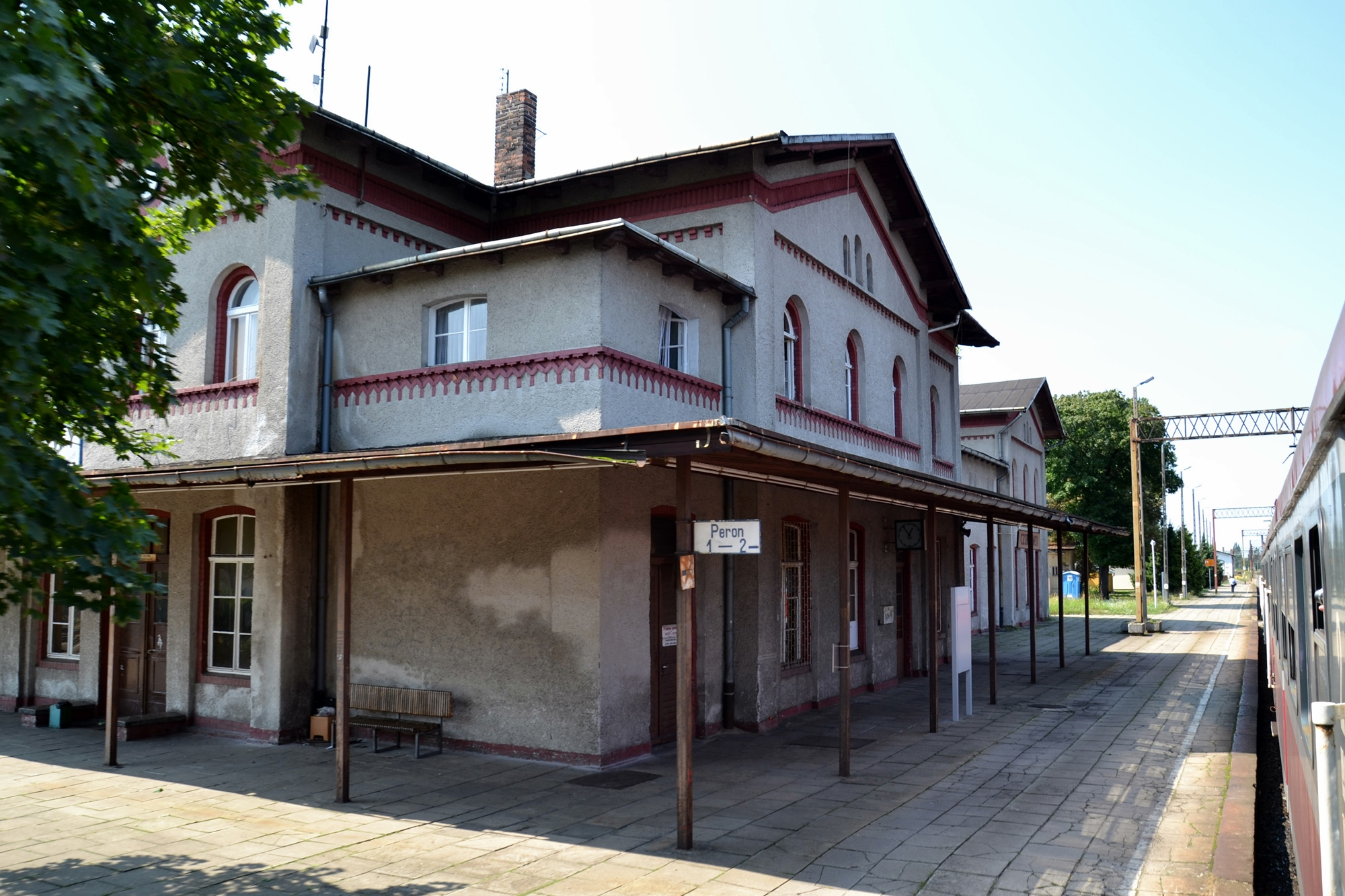
Stacja kolejowa Czerwieńsk

Stacja kolejowa Czerwieńsk, nieużywany przystanek Czerwieńsk Mt i Czerwieńsk Towarowy.
Transport publiczny zapewniał MZK Zielona Góra. Kursowały tu dwie linie:
1. 32 (Dworzec PKP – Czerwieńsk – Laski)
2. 34 (Dworzec PKP – Czerwieńsk – Wysokie)

## Sport
Od 1947 roku w Czerwieńsku funkcjonuje piłkarski Klub Sportowy „Piast” Czerwieńsk. Zespół występuje w okręgówce a domowe mecze rozgrywa na Stadionie Miejskim w Czerwieńsku.
W 2012 roku powstał w Czerwieńsku klub biegacza Ronin Czerwieńsk.

## Miasta partnerskie
Czerwieńsk od 1991 roku współpracuje ze Związkami Miast Partnerskich - Rothenburgów, który tworzą:
- Rothenburg an der Fulda[13]
- Rothenburg ob der Tauber[13]
- Rothenburg Saale[13]
- Rothenburg Wümme[13]
- Rothenburg/O.L.[13]
- Rothenburg Luzern[13]
- Drebkau[13]
- Suzdal (do 9 marca 2022 r.)[13]

Współpraca ta polega na uczestnictwie w obchodach świąt danego miasta, cyklicznie co dwa lata odbywa się spartakiada pn. "Spartakiada Miast Partnerskich Rothenburgów". W ramach tej współpracy Czerwieńsk uczestniczy w Spartakiadach tych miast. Najbardziej wszechstronną współpracę Gmina Czerwieńsk prowadzi z Gminą Drebkau (Niemcy) popartą aktem umowy partnerskiej podpisanej 23.09.2000 r., która dotyczy dziedzin: kultury, sportu, oświaty i gospodarki.